# Maestà ortodossa

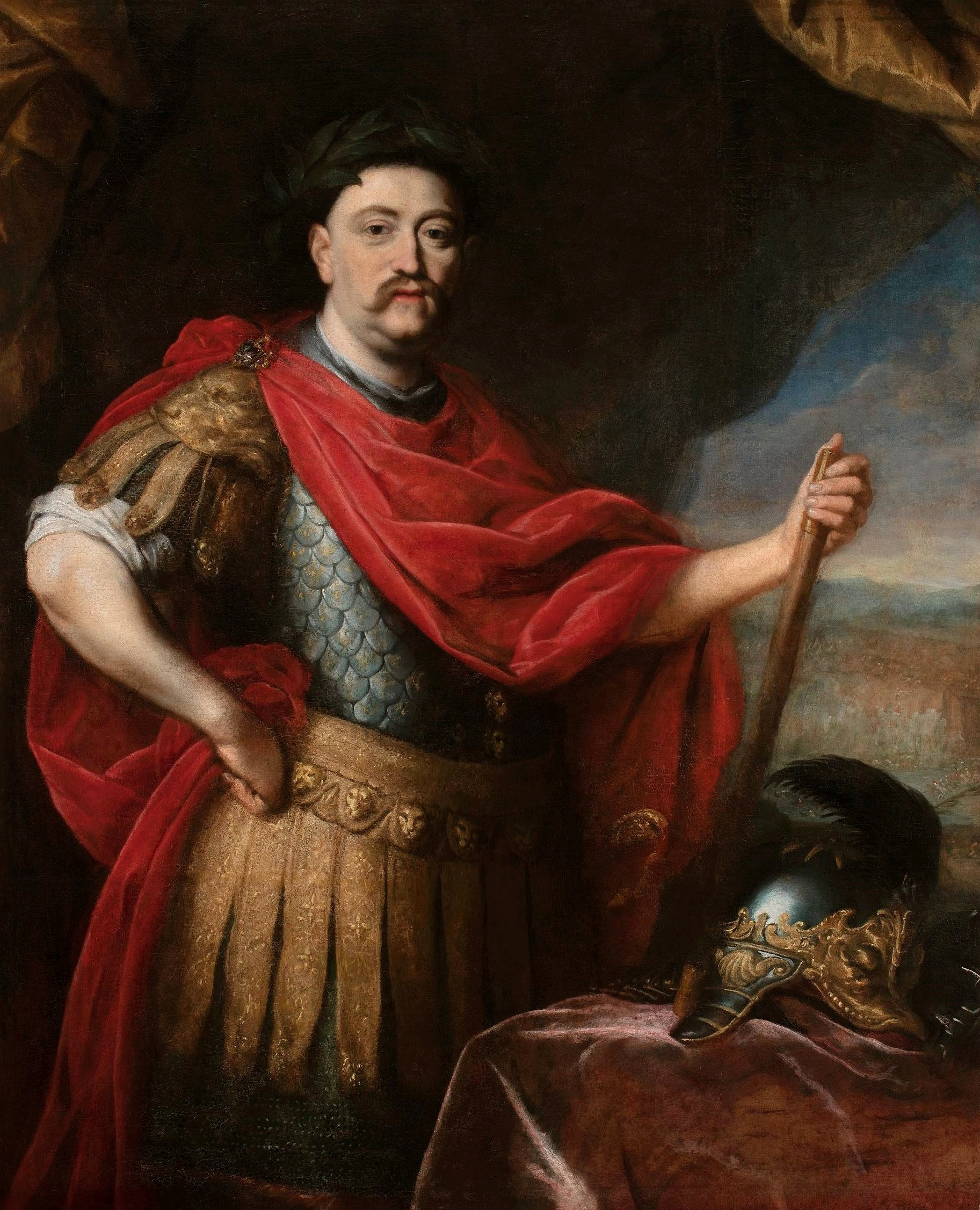
Sua Maestà Ortodossa Giovanni III Sobieski

L'appellativo di Sua Maestà Ortodossa (in polacco: król prawowierny) era il trattamento spettante al Re di Polonia. 
Fu concesso da Papa Innocenzo XI come privilegio a Giovanni III Sobieski, vincitore dei Turchi nell'epica Battaglia di Vienna del 1683.